# Üstökös kertészmadár
Az üstökös kertészmadár (Amblyornis flavifrons) a madarak osztályának verébalakúak (Passeriformes)  rendjébe és a lugasépítő-félék (Ptilonorhynchidae) családjába tartozó faj.

## Előfordulása
Új-Guinea sziget nyugati részén, az Indonéziához tartozó területeken honos.

## Megjelenése
Testhossza 23 centiméter.

## Külső hivatkozások
- Képek az interneten a fajról
- Internet Bird Collection - videók a fajról